# Ipavčev kulturni center Šentjur
Ipavčev kulturni center Šentjur (kratica: IKC) je kulturna ustanova, s sedežem na ulici Dušana Kvedra 46 v Šentjurju. Poimenovana je po skladateljih Ipavec, ki so bili rojeni in ustvarjali v mestu. Stavba si je trenutno ime nadela ob celostni prenovi leta 2014.

## Dvorane
- Velika dvorana, 230 sedežev[1]
- Mala dvorana, 60 sedežev[2]